# Neckarwestheim
Neckarwestheim település Németországban, azon belül Baden-Württembergben. Lakosainak száma 4196 fő (2023. december 31.).

## Népesség
A település népessége az elmúlt években az alábbi módon változott:
| Lakosok száma | 1419 | 1517 | 1891 | 2198 | 2355 | 3027 | 3470 | 3517 | 3550 | 4196 |
|               | 1961 | 1967 | 1974 | 1980 | 1987 | 1993 | 2000 | 2006 | 2013 | 2023 |